# کشت خلط
کشت خلط (به انگلیسی: Sputum culture) آزمایشی برای تشخیص و شناسایی باکتری‌ها یا قارچ‌هایی است که ریه‌ها یا نایژه‌ها را آلوده می‌کنند. خلط یک مایع غلیظ است که در مجاری هوایی تولید می‌شود. به‌طور معمول، گرفتن نمونه در صبح برای بررسی باکتریولوژیکی خلط ترجیح داده می‌شود.